# You Never Know Women
You Never Know Women is een Amerikaanse dramafilm uit 1926 onder regie van William A. Wellman. Destijds werd de film in Nederland uitgebracht onder de titel Vrouwen zijn raadselen.

## Verhaal
Vera is de steractrice van een Russisch toneelgezelschap. De rijke makelaar Eugene Foster dingt naar haar hand en hij nodigt het gezelschap uit om bij hem thuis op te treden. De acteur Norodin heeft echter ook een oogje op Vera.

## Rolverdeling
| Acteur         | Personage     |
| -------------- | ------------- |
| Florence Vidor | Vera          |
| Lowell Sherman | Eugene Foster |
| Clive Brook    | Norodin       |
| El Brendel     | Toberchik     |
| Roy Stewart    | Dimitri       |
| Joe Bonomo     | Sterke man    |
| Irma Kornelia  | Olga          |
| Sidney Bracey  | Directeur     |